# Madox (piosenkarz)
Madox, właśc. Marcin Majewski (ur. 9 września 1989 w Złotoryi) – polski piosenkarz, kompozytor, autor tekstów oraz model.
Pseudonim artystyczny wymyślił, będąc nastolatkiem, gdy prowadził fotobloga. Pod zdjęciami pojawiały się kontrowersyjne notki, w których sprzeciwiał się nietolerancji i dyskryminacji, z którą spotykał się podczas konkursów i festiwali muzycznych oraz fotograficznych. Pseudonim miał być uniwersalny i wymawiany tak samo w każdym języku.

## Rodzina i edukacja
Wczesne lata dzieciństwa spędził w Paryżu. Kiedy miał cztery lata, po raz pierwszy wystąpił przed publicznością, wykonując utwór „To Ty mamo” w polskim kościele pw. Wniebowzięcia Najświętszej Maryi Panny niedaleko Place de la Concorde w centrum Paryża podczas wydarzenia zorganizowanego z okazji Dnia Matki.
W drugiej połowie lat 90. wrócił do Polski i zamieszkał w Lubinie, gdzie uczęszczał do Salezjańskiego Gimnazjum im. Św. Dominika Savio w Lubinie i I Liceum Ogólnokształcącego im. Mikołaja Kopernika. Po ukończeniu liceum przeniósł się do Wrocławia, gdzie studiował dziennikarstwo i komunikację społeczną na Wyższej Szkole Zarządzania „Edukacja”, którą skończył w 2014 na poziomie licencjata oraz chemię środowiska na Uniwersytecie Wrocławskim. Z kierunku ścisłego zrezygnował, by móc się skoncentrować na karierze muzycznej.

## Kariera muzyczna
W 2007 zdobył Grand Prix i nagrodę publiczności na Międzyszkolnym Festiwalu Piosenki Francuskiej za wykonanie utworu „Déshabillez-moi” z repertuaru Juliette Gréco. W tym okresie zajął również pierwsze miejsce za interpretację utworu „Like a Virgin” z repertuaru Madonny w Regionalnym Konkursie Piosenki Anglojęzycznej na Dolnym Śląsku.
W 2009 został półfinalistą drugiej edycji programu Mam talent! w TVN, a jego występ podczas przesłuchań wywołał wiele kontrowersji ze względu na androgyniczną urodę piosenkarza; o jego występie napisał m.in. amerykański bloger Perez Hilton na Twitterze, dzieląc się linkiem do występu. W grudniu 2009 do sieci trafił teledysk do piosenki „Na całej połaci śnieg”, którą nagrał wspólnie z Katarzyną Sawczuk i Anną Gogolą. W tym samym czasie oznajmił w trakcie programu Dzień dobry TVN, że zaczął współpracę z Grupa 13 nad swoim debiutanckim krążkiem. W maju 2011 zaprezentował teledysk do singla „High on You”, który wywołał burzę w Internecie ze względu na swój mocno erotyczny charakter. Wideoklip znalazł się w czołówce najchętniej oglądanych teledysków na portalach Onet.pl i Interia.pl oraz zajął pierwsze miejsce na liście najchętniej oglądanych teledysków w duńskim oddziale MTV. W czerwcu Madox wydał singiel „On and On”, który powstał we współpracy z Pawbeats. Utwór znalazł się w zestawieniach najlepiej oglądanych teledysków na portalach Onet.pl i Interia.pl oraz zadebiutował na drugiej pozycji w holenderskim oddziale MTV i pozostał przez trzy tygodnie w „top 5” najchętniej oglądanych teledysków. W międzyczasie Madox odbył trasę koncertową po polskich klubach, a w wakacje wystąpił na festiwalu Radio Eska i podczas finału wyborów Miss Polski Nastolatek. Na kilka tygodni przed wydaniem albumu wystąpił jako jeden z gości w programie Kuba Wojewódzki. 4 października nakładem EMI Music Poland wydał album pt. La révolution Sexuelle. Trzecim singlem z tego albumu został utwór tytułowy, do którego powstał teledysk zrealizowany przez duet Grymuza&Lewicka. 24 lipca 2012 wystąpił jako support duetu Roxette podczas koncertu zespołu w trójmiejskiej Ergo Arena.
W 2013 wystąpił na gali magazynu „Moda i Styl”, a w następnym roku udzielił redakcji okładkowego wywiadu na temat podróży, którą odbył do kraju dzieciństwa, aby znaleźć inspiracje na nową płytę. W 2015 wystąpił gościnnie jako model w programie Project Runway Polska. W czerwcu podpisał kontrakt z wytwórnią Universal Music Polska, pod której szyldem wydał dwa single: „Warszawski sen” (2015) i „Les roses noires” (2016). W 2017 rozwiązał kontrakt z wytwórnią i rozpoczął karierę jako artysta niezależny.
W 2018 wydał singiel „QRVA”, który wzbudził wiele kontrowersji ze względu na tytuł oraz mroczny teledysk. Tydzień po premierze teledysku do utworu wystąpił na festiwalu ENEA Spring Break Show Case, na którym zaśpiewał kilka przedpremierowych utworów z nadchodzącego albumu i zaprezentował swój nowy wizerunek. 2 sierpnia wydał singiel „One More Show”, do którego zrealizował teledysk w reżyserii Piotra Smoleńskiego. Utwór został oficjalnym hymnem wyborów Mister Gay Europe, które odbyły się w Poznaniu. Utwór doczekał się reedycji w postaci maxi singla z remixami i polską wersją językową „Emoji”. W latach 2018–2019 był jednym z jurorów talent-show telewizji Polsat Śpiewajmy razem. All Together Now. W tym samym czasie dołączył do akcji Artyści przeciw nienawiści. W październiku 2019 wydał singiel „S.E.X.”, do którego zrealizował teledysk.

## Dyskografia
Albumy studyjne
| Rok  | Dane dot. albumu |
| ---- | --- |
| 2011 | La révolution sexuelle - Wydany: 4 października 2011 - Wytwórnia: Warner Music Poland - Format: CD, digital download |
| 2024 | Écho - Wydany: 12 lipca 2024 - Wytwórnia: Unisex Records - Format: CD, digital download, streaming                   |
| 2025 | Colours - Wydany: 2025 - Wytwórnia: Unisex Records - Format: CD, digital download, streaming                         |

### Single[25]
| Rok  | Tytuł                        | Album                  |
| ---- | ---------------------------- | ---------------------- |
| 2011 | "On and On" (feat. Pawbeats) | La révolution sexuelle |
| 2011 | "High On You"                | La révolution sexuelle |
| 2011 | "La révolution sexuelle"     | La révolution sexuelle |
| 2012 | "Why?"                       | La révolution sexuelle |
| 2016 | "Girl From Warsaw Sreets"    | Écho                   |
| 2016 | "Les Roses Noires"           | Écho                   |
| 2018 | "Qrva"                       | Écho                   |
| 2018 | "One More Shot"              | Écho                   |
| 2019 | "#Emoji"                     | –                      |
| 2019 | "S.E.X."                     | Écho                   |
| 2024 | "Écho"                       | Écho                   |
| 2024 | "Dans Mon Coeur"             | Écho                   |
| 2024 | "Roman Empire"               | Colours                |